# Anders Apelstam
Anders Lorentz Apelstam (i riksdagen kallad Apelstam i Halmstad), född 6 januari 1855 i Snöstorps församling, död 28 april 1946 i Halmstad, var en svensk grosshandlare och politiker.
Anders Apelstam, som var son till en lantmätare, bedrev handelsstudier i Tyskland, Frankrike och Belgien 1874–1879 samt var därefter från 1880 till 1896 grosshandlare och delägare i firman Apelstam & Schéle i Halmstad. Han var ordförande och verkställande direktör för Hallands enskilda bank 1891–1905 samt styrelseordförande för Halmstad–Bolmens Järnväg 1911–1938 och Markaryd–Veinge Järnväg 1916–1929. 
Apelstam var framträdande lokalpolitiker i Halmstad, där han var drätselkammarens ordförande 1898–1901 och stadsfullmäktiges ordförande 1904–1920. Han var även ordförande i Hallands läns landsting 1916–1930.
Apelstam var riksdagsledamot 1897–1905, åren 1897–1901 i andra kammaren för Halmstads valkrets och 1902–1905 i första kammaren för Hallands läns valkrets. Vid invalet i andra kammaren var han partilös, men 1899 tillhörde han den liberalt präglade Friesenska diskussionsklubben och 1901 dess efterföljare Liberala samlingspartiet. Vid övergången till första kammaren, där det vid denna tid ännu inte fanns någon organiserad liberal partigrupp, anslöt han sig till Första kammarens minoritetsparti och 1905 till dess efterföljare Första kammarens moderata parti. Han lämnade första kammaren efter 1905 års första urtima riksmöte.
I riksdagen var Apelstam bland annat suppleant i bankoutskottet 1904, bevillningsutskottet vid lagtima riksdagen 1905 och konstitutionsutskottet vid första urtima riksmötet 1905. Han engagerade sig bland annat i tullfrågor.